# Fútbol Club Pas de la Casa
La Asociació Futbol Club Pas de la Casa es un club de fútbol de Andorra de la parroquia de Encamp. Fue fundado en 2012 y juega en la Primera División de Andorra.

## Historia
El equipo fue fundado en 2012 en la parroquia de Encamp por Jose, Filipe y Luis, que entonces eran jugadores de equipos locales de Andorra, y sus primeros registros indican que dio sus primeros pasos en el sistema nacional de ligas de fútbol sala por la Segunda División Nacional. El equipo logró ascender a la Primera División de Fútbol Sala de Andorra en su primera temporada.
En verano de 2015, el equipo solicitó participar en la Segunda División de Andorra. Durante el torneo, el equipo jugó nueve partidos, perdió ocho y empató uno. El único punto que consiguió fue ante el Santa Coloma B, en un empate en dos a dos. En noviembre de 2015, el Pas de la Casa se retiró del sorteo de la Segunda División, y dado que el club disputó menos de la mitad de los partidos del torneo, sus resultados fueron anulados.
En la temporada 2022-2023, volvió a participar en el sistema de ligas andorrano, jugando en segunda división nacional, tras la entrada de un nuevo grupo gestor que pretendía crear un equipo de fútbol en el club. Y, en su primera participación después del paréntesis, conquistó el título con una campaña de veinte victorias, cuatro empates y ninguna derrota. En la misma temporada, también alcanzó las semifinales de la Copa Constitució.
En la temporada siguiente, llegó aún más lejos al alcanzar la final de la copa nacional, en la que jugó contra el U. E. Santa Coloma, pero terminó perdiendo por 1 a 0, con un gol marcado durante la prórroga.

## Rivalidades
Su principal rival es el FC Encamp, con el que juegan el Derbi Encampadà.

## Palmarés
- Segunda División de Andorra: 1

2022/23

## Temporadas
| Temporada |                 | Pos. | PJ.       | G         | E         | P         | GF        | GC        | DG        | Pts       | Copa             |
| --------- | --------------- | ---- | --------- | --------- | --------- | --------- | --------- | --------- | --------- | --------- | ---------------- |
| 2015-16   | Segona Divisió  | 14   | Se retiró | Se retiró | Se retiró | Se retiró | Se retiró | Se retiró | Se retiró | Se retiró | No participó     |
| 2022-23   | Segona Divisió  | 1    | 24        | 20        | 4         | 0         | 119       | 10        | +109      | 64        | Semifinales      |
| 2023-24   | Primera Divisió | 7    | 27        | 3         | 9         | 15        | 24        | 46        | −22       | 18        | Subcampeón       |
| 2024-25   | Primera Divisió | 8    | 27        | 8         | 5         | 14        | 35        | 36        | −1        | 29        | Cuartos de final |

## Entrenadores
- Sebastián Varela (junio de 2022–2023)[14][9]
- Alex Rodríguez (agosto de 2023–enero de 2024)[15][16]
- Xavi Carmona (enero de 2024–junio de 2024)[16][17]
- Jordi Peris (julio de 2024–presente)[2]